# Escudo de La Lastrilla
El escudo de La Lastrilla es un símbolo de La Lastrilla, municipio de la provincia de Segovia, comunidad autónoma de Castilla y León, en España. 

## Descripción
El escudo de La Lastrilla que fue oficializado el 26 de mayo de 2009, y su descripción heráldica es:

«Escudo partido. 1: En campo de plata una maza y un pico de cantero de sable puestos en aspa, sobre ondas de azur y plata. 2: En campo de azur una cruz resaltada de un creciente, emblema de la Noble Junta de Cabezuelas.»
Boletín Oficial de Castilla y León nº 147/2009